# Великая Глумча
Вели́кая Глу́мча (укр. Велика Глумча) — село на Украине, основано в 1577 году, находится в Емильчинском районе Житомирской области.
Код КОАТУУ — 1821781801. Население по переписи 2001 года составляет 345 человек. Почтовый индекс — 11222. Телефонный код — 4149. Занимает площадь 1,4 км².

## Адрес местного совета
11222, Житомирская область, Емильчинский р-н, с.Великая Глумча